# عضل شاحب
عضل شاحب (الاسم العلمي: Gerbillus perpallidus) (بالإنجليزية: Pale Gerbil)‏ هو نوع من الحيوانات يتبع جنس العضل من الفصيلة الفأرية.